# Bernard Reith
Bernardus Antonius Johannes (Beb) Reith (Maarsseveen, 16 oktober 1894 – Maarssen, 17 augustus 1974) was een Nederlands grafisch ontwerper, illustrator, striptekenaar, tekenleraar, auteur, boekbandontwerper en kunstverzamelaar.

## Leven en werk
Zijn opleiding volgde hij aan de Rijksschool voor Kunstnijverheid Amsterdam, gevolgd door aanvullende examens voor de akte van bekwaamheid voor het lesgeven bij het middelbaar onderwijs in de vereiste vorm (1913-15). Plaatsen van werkzaamheid waren Eindhoven (1915-17), Winterswijk (1917-21), Weesp (1921-25) en Amsterdam (1925-74).
Reith schreef en tekende voor de jeugd een stripverhaal over de avonturen van het aapje Monki (serie 'Monki's Reis om de Wereld') dat verscheen in de Katholieke Illustratie gedurende 1930-50. Na die periode heeft De Spaarnestad in Haarlem het stripverhaal per werelddeel in boekvorm uitgegeven. Daarna verzorgde hij gedurende de jaren 1950-70 op de achterpagina van de Katholieke Illustratie een kunsthistorische en kunstkritische rubriek 'Uit de schatkamers van de beeldende kunst', waarin bekende schilders en schilderijen met grote deskundigheid werden besproken. Deze artikelen zijn voor een deel ook in boekvorm verschenen, in een reeks thematische deeltjes, onder dezelfde naam, ook uitgegeven door De Spaarnestad in Haarlem.
In latere jaren begon hij samen met zijn zwager een onderneming onder de naam 'Kunst in beeld' die lesmateriaal vervaardigde ten behoeve van het onderwijs in kunstgeschiedenis op middelbare scholen. Hij vervaardigde ook in dienstverband ruim 1800 boekillustraties voor de uitgeverij en drukkerij R.K. Jongensweeshuis (RKJW) in Tilburg (1920-1957). In zijn Winterswijkse periode tekende hij de illustraties bij de sprookjes 'Psyche' en 'Fidessa' van Louis Couperus. Een selectie van de Psyche illustraties zijn in de achtste druk in de zogenaamde 'Weelde-uitgave' van Psyche (1927) uitgegeven door uitgeverij L.J. Veen. De illustraties voor Fidessa zijn in 2014 voor het eerst gepubliceerd in een volledige uitgave van 'Psyche en Fidessa' met alle illustraties van zijn hand (ISBN 978 90 815493 4 9) die door de uitgeverij Veen in 1970 zijn geschonken aan het Rijksprentenkabinet van het Rijksmuseum Amsterdam. In 2014 heeft het Louis Couperus Museum in Den Haag een expositie gewijd aan de illustraties van Bernard Reith met als thema de sprookjes Psyche en Fidessa door Louis Couperus. De tentoongestelde tekeningen zijn uitgeleend door het Rijksprentenkabinet te Amsterdam. Eveneens in 2014 heeft het Anton Pieck Museum in het Gelderse Hattem een expositie gewijd aan de tijdgenoten van Anton Pieck met daarin opgenomen een aantal boekillustraties van Bernard Reith, beschikbaar gesteld door het Familiearchief Reith
Reith ging als leraar tekenen en kunstgeschiedenis met pensioen in 1959 na een dienstverband van 38 jaar bij het St. Ignatius College van de Paters Jezuïeten te Amsterdam. Hij legateerde zijn schilderijen (onder andere Bergense School) aan het Stedelijk Museum Alkmaar en enkele religieuze werken aan het Aartsbisschoppelijk Museum in Utrecht.
In 2005 werd zijn binnen het St. Ignatius College Amsterdam opgebouwde boekencollectie met ruim 1000 titels over onder andere kunst en kunstgeschiedenis door de paters jezuïeten geschonken aan de Universiteitsbibliotheek Maastricht, waar deze deel uitmaakt van de zogenaamde jezuïetencollectie.